# 澳洲木蝎
澳洲木蠍，一般稱為森林蠍（forest scorpion）或者木蠍（wood scorpion），是原產於東南澳洲的一種蠍子。通常大約有25-40 mm長。外觀色澤包括各種不同的棕色深淺形別。

## 特性說明
它的軀幹顏色由奶油黃到橙棕色再夾以暗棕色的斑駁色彩。而足部為黃色夾以暗棕色之色素。

## 分布地及棲息地

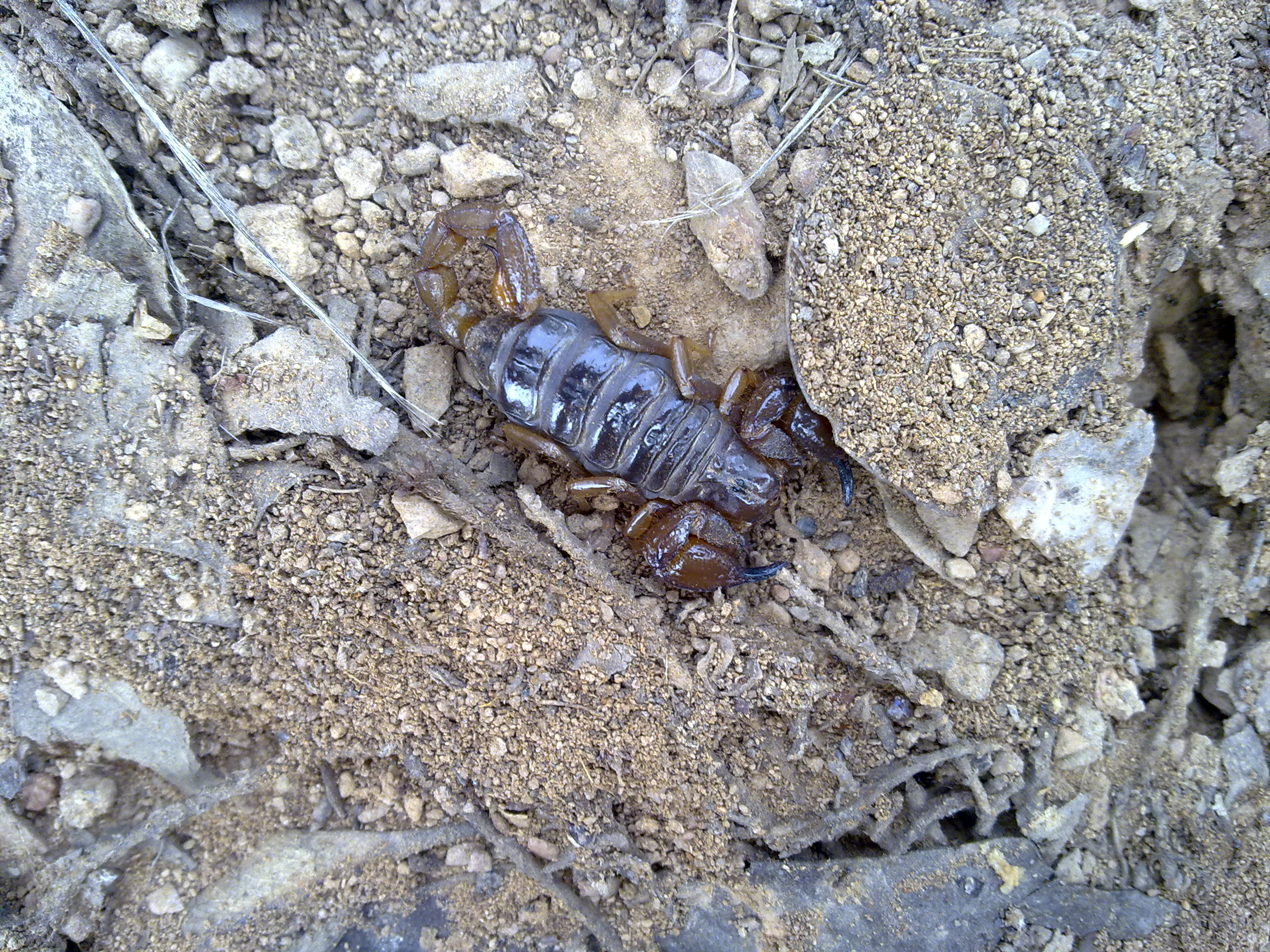
在澳大利亚首都领地（ACT）附近发现的澳洲木蝎 (Cercophonius squama)，又名澳大利亚林地蝎子。

澳洲木蠍被發現於南澳大利亚州、維多利亞州、新南威爾士州、ACT及塔斯曼尼亞。澳洲木蠍也是塔斯曼尼亞唯一被發現到的蝎子。

## 習性

### 繁殖
受孕在冬天之前，而生產通常在夏季。母蠍子每胎生下約20到30隻小蠍子、生產過程歷時約幾個鐘頭。小蠍子出生後為白色且身體柔軟。母蠍子被觀察到會吃掉一些小蠍子，不過起因不明。之後、新生的小蠍子約需2個禮拜左右才能將外骨骼完全發展成熟。

## 外部連結
- Museum Victoria: Southern or Wood Scorpion （页面存档备份，存于） （英文）
- Cercophonius squama (Forest Scorpion) （页面存档备份，存于） （英文）
- Detailed information on Wood Scorpion (Cercophonius squama) （页面存档备份，存于） （英文）
- 瑪姬咕咕-蠍目(Scorpionida)現生的17個科 （页面存档备份，存于）